# 了解
了解（りょうかい、独：Verstehen、英：Understanding）とは、歴史や文化形象に向かう自己を自己限定する行為を指す哲学概念であり、ディルタイによって導入された。

## 哲学における「了解」

### ディルタイによる了解概念の成立
了解という語は、19世紀初頭以来のドイツにおいて、精神科学一般の自己反省や意義をめぐる議論のなかで、歴史や文化形象に向かう人間の基本的なあり方を表すものとして、哲学的概念に高められた。そこでは、自然科学における「説明」概念との対比が強調されている。
ディルタイは、文化形象を人間の心的体験による表現として捉え、それをわれわれは価値体系との連関において理解／了解すると考えた。そして、その際の範型が、個人が自己の歴史を振り返って一つの統一的な意味を作り上げる「自己了解」である。了解の基盤は、個別的、個性的に実現しているわれわれの生の普遍性なのである。
ここにおいて、自然科学の説明にみられるような「客観的」知識追究の態度は放擲される。

### ハイデッガー、ガダマー
ハイデッガーは、この了解概念をさらに拡大し、これを気分とともに世界にかかわる現存在のあり方、その自己遂行の基本的様態（「存在」了解）として捉えた。ハイデッガーにとっての了解は、たとえば道具の意味了解にみられるように、その使用能力をも意味するものとして、プラクティカルな性格をもつ。その点は歴史に関しても同じであり、歴史の了解は、現在における世界定位というプラクティカルな性格をもつ。
また、ガダマーの解釈学的反省は、この考え方をさらに発展させたものである。ディルタイの了解にとって、力点が置かれているのは、観察主体による心的再演ないし構想力による他者の経験の再構成にあり、デカルト的個人主義が基調とされていたが、ガダマーは、この発想を離れ、了解の根底には、相異なる準拠枠（ウィトゲンシュタイン流に言えば生活形式）の交流があるとした。すなわちガダマーにとっての了解とは、他なる存在様態に対する観察を通じてその他者の視座（意味をもたらす枠組み）を把握することで観察者自らの自己認識を高めていく創造的過程なのである（『真理と方法』）。
　

## 社会学における「了解（理解）」

### 理解社会学
社会学の分野では、マックス・ウェーバーが、ディルタイの批判的継承の下に、人間の行為の主観的意味の了解をめざす理解社会学を構想した。タルコット・パーソンズは、『社会的行為の構造』（1937年）のなかで、この了解概念を取り入れている。

### 批判理論
また、批判理論の系譜においても、ユルゲン・ハーバーマスが、ガダマーの知見を取り入れ、ウェーバーを部分的に発展させつつ、現代社会における了解と合意に関するコミュニケーション的行為の理論を追究した。すなわち、人間の活動に対する研究は純粋に解釈学的ではありえず、法則論的でもあるとして、この二つの立場を「解放的関心」と結びついた批判理論によって媒介したのである。

## 心理学における「了解」
ディルタイ的な了解概念は心理学においても受けつがれており、了解心理学と呼ばれる。

## 批判
自己理解と他者理解の接続をめぐって、ミハイル・バフチンらによる批判がある。